# Miquel Mir
Miguel Mir Genés es un exfutbolista español nacido en San Adrián de Besós, Barcelona, el 24 de marzo de 1956. Jugó dos temporadas en el Fútbol Club Barcelona y una en el Racing de Santander. Debutó el 23 de noviembre de 1975 frente al Betis en partido de liga. Anotó un gol frente a la Real Sociedad en diciembre de 1975 y su primera victoria fue en partido de liga (5-0 de su equipo frente al Español de Barcelona), en ese mismo año.

## Equipos
| Club                  | País   | Año  |
| --------------------- | ------ | ---- |
| Futbol Club Barcelona | España | 1975 |
| Racing de Santander   | España | 1977 |